# الاتحاد السعودي للرياضة للجميع
الاتحاد السعودي للرياضة للجميع، هو أحد الاتحادات الرياضية التابعة لوزارة الرياضة السعودية، أنشئ عام 2018م كجهة تنظيمية لقيادة الرياضة المجتمعية في السعودية. ويسعى إلى تحقيق أهداف الوزارة وفق رؤية المملكة العربية السعودية 2030 وذلك من خلال التشجيع على المشاركة في الأنشطة الرياضية البدنية المتنوعة، كما يعد الجهة الرئيسية المسؤولة عن تطوير الرياضات المجتمعية لزيادة نسبة ممارسة النشاط البدني إلى 40% من سكان المملكة بحلول عام 2030

## تاريخ الاتحاد
2018: أنشئ الاتحاد السعودي للرياضة للجميع جهةً تنظيمية لقيادة الرياضة المجتمعية في السعودية.
2019: منح الاتحاد السعودي للرياضة للجميع تفويضًا لقيادة مبادرات الرياضة المجتمعية التابعة لوزارة الرياضة ضمن إطار برنامج جودة الحياة.
2020: وضع اتحاد الرياضة للجميع استراتيجية مركزة لمدة 5 سنوات لدفع الرياضة المجتمعية في السعودية.
يونيو 2023: أصبح الاتحاد السعودي للرياضة للجميع (SFA) عضواً رسمياً في الاتحاد الدولي للياقة البدنية الوظيفية (iF3) بوصفه الجهة الوطنية الرسمية للياقة البدنية الوظيفية في السعودية.

## مهمة الاتحاد
بناء مجتمع صحي وحيوي عن طريق إلهام جميع أفراد المجتمع، من خلال تطوير برامج رياضية وترفيهية شاملة ومستدامة.

## مبادرات وفعاليات

### ماراثون الرياض
- أقيم ماراثون الرياض للمرة الأولى في 5 مارس 2022م بمشاركة أكثر من 10 آلاف مشارك ومشاركة من جميع مناطق المملكة ودول الخليج وأنحاء العالم كافة.[5]
- وأقيمت النسخة الثانية من ماراثون الرياض في 11 فبراير 2023م بإشراف الاتحاد السعودي للرياضة للجميع، وبدعم من وزارة الرياضة وبرنامج جودة الحياة.[6] وشارك 15 ألف عداء وعداءة من مختلف الأعمار، ومن عديد من الدول. وبلغت قيمة الجوائز مليون ريال.[7]
- وأقيمت النسخة الثالثة من ماراثون الرياض في 10فبراير2024 بتنظيم من الاتحاد السعودي للرياضة للجميع، حيث بدأ السباق من ساحة المملكة أرينا في مدينة الرياض على مدى يومين وذلك بمشاركة أكثر من 20 ألف متسابق ومتسابقة من 125 دولة حول العالم. وتميز الماراثون بمشاركة عالية من السيدات تجاوزت 7200 متسابقة.[8]

### نصف ماراثون جدة
أقيم السباق في مدينة جدة في تاريخ 10 ديسمبر 2022 بمشاركة 3000 متسابق ومتسابقة من جميع مناطق السعودية ودول الخليج وأنحاء العالم كافة. وتضمن السباق مساراً خاصاً بطول 10 كيلومترلسن 17 عاما فما فوق، ومساراً بطول 4 كيلومترات للمبتدئين والأطفال، وحصل 24 فائزا على جوائز نقدية بإجمالي مليون ريال.

### معرض إكسبو الرياضة للجميع
في 18 مايو 2023 نظم الاتحاد السعودية للرياضة للجميع فعاليات معرض إكسبو الرياضة للجميع، معرض اللياقة البدنية والصحة، وأقيم المعرض بحضور أكثر من 90 متحدثاً ومدرباً متخصصاً في المجالات الرياضية والصحية المتنوعة، كما حضر المعرض العديد من الخبراء على مستوى العالم لبناء علاقات وجسور تواصل للاستثمار في السوق السعودي.

## وصلات خارجية
الموقع الرسمي للاتحاد